# Theope acosma
Espèce
Theope acosma est une espèce d'insectes lépidoptères appartenant à la famille  des Riodinidae et au genre Theope.

## Taxonomie
Theope acosma a été décrit par Hans Ferdinand Emil Julius Stichel en 1910.

### Nom vernaculaire
Theope acosma se nomme en anglais Tawny Theope

## Description
Theope acosma est un papillon orange aux ailes antérieures à l'apex anguleux, orange avec une large bordure marron du bord costal et du bord externe alors que les ailes postérieures sont entièrement orange.
Le revers est jaune et la bordure marron des ailes antérieures est visible en transparence.

## Écologie et distribution
Theope apheles est présent au Costa Rica, au Brésil, en Guyana et en Colombie,.

### Biotope
Il réside dans la forêt amazonienne.

### Protection
Pas de statut de protection particulier.